# Back (håndbold)
 Denne artikel omhandler håndbold. Opslagsordet har også en anden betydning, se Back.
En back er i håndbold en spiller, der i angrebet har udgangspunkt mellem fløjspilleren og playmakeren. De to backs og playmakeren betegnes til sammen som bagspillerne. 
I det etablerede angrebsspil (det vil sige, når både forsvar og angreb har nået deres basale udgangspositioner) vil mange angreb slutte med et scoringsforsøg fra en back. Playmakeren bestemmer, hvilket angrebssystem, der skal spilles, og ofte spilles der frem og tilbage mellem bagspillerne med lejlighedsvise afstikkere til fløjspillerne, indtil det vurderes, at forsvaret er bragt tilstrækkeligt ud af deres organisation til, at der kan forsøges en scoring. Mange systemer lægger op til, at der til sidst spilles op til en back, der kommer i fart ind mod forsvaret, modtager bolden i et hop og i samme bevægelse skyder mod mål. Ideen er da, at han/hun er så højt oppe, at det er lettere at skyde ved uden om forsvarets paradeforsøg.
Backs kan også forsøge gennembrud til 6 meter stregen, ofte i forbindelse med stregspillerens screeningsforsøg.
En god back er ofte høj og stærk samt god til at få øje på de små sprækker, der opstår i forsvaret. En ideel højre back er venstrehåndet, men da der er flest højrehåndede spillere i verden, fungerer nogle af disse lejlighedsvis som højre backs.

## Kendte backs

### Herrer

#### Venstrehåndede
- Per Leegaard  Danmark
- Klaus Bruun Jørgensen  Danmark
- Kasper Søndergaard  Danmark
- Claus Flensborg  Danmark
- Morten Bjerre  Danmark
- Micke Næsby  Danmark

- Olafur Stefansson  Island
- Marcin Lijewski  Polen
- László Nagy  Ungarn
- Staffan Olsson  Sverige

#### Højrehåndede
- Lasse Boesen  Danmark
- Bo Spellerberg  Danmark
- Mikkel Hansen  Danmark
- Lasse Andersson  Danmark
- Mads Ø. Nielsen  Danmark
- Lars Møller Madsen  Danmark
- Lars Krogh Jeppesen  Danmark
- Michael Berg  Danmark
- Flemming Hansen  Danmark
- Arnór Atlason  Island
- Nikola Karabatić  Frankrig
- Blaženko Lacković  Kroatien

### Damer

#### Venstrehåndede
- Mette Vestergaard  Danmark
- Camilla Dalby  Danmark
- Tina Bøttzau  Danmark
- Grit Jurack  Tyskland
- Susann Müller  Tyskland
- Line Jørgensen  Danmark
- Louise Burgaard  Danmark
- Nora Mørk  Norge
- Linn Jørum Sulland  Norge
- Alexandra Lacrabere  Frankrig
- Irina Blisnova  Rusland

#### Højrehåndede
- Katrine Fruelund  Danmark
- Rikke Skov  Danmark
- Anja Andersen  Danmark
- Anne Dorthe Tanderup  Danmark
- Bojana Popovic  Montenegro
- Chao Zhai  Kina
- Ausra Fridrikas  Østrig
- Tanja Logvin  Østrig
- Stine Jørgensen  Danmark
- Trine Troelsen  Danmark
- Estavana Polman  Holland
- Cristina Neagu  Rumænien
- Sanja Damnjanovic  Serbien
- Karoline Dyhre Breivang  Norge
- Marta Mangué  Spanien

| Portal | Portal:Håndbold |